# 대기업
대기업이란 일정 규모 이상의 자산 및 종업원을 갖추고 큰 매출을 올리는 기업을 뜻한다. 그 기준은 일상 용어에서는 명확하지 않으나, 대한민국 내에서의 법적인 정의로는 중소기업기본법 제2조와 중견기업 성장촉진 및 경쟁력 강화에 관한 특별법 시행령 의거한 중소기업 및 중견기업의 요건에 해당하지 않는 기업들을 의미한다. 이 법령에 따르면 다음의 요건이 되면 대기업으로 볼 수 있다.
1. 중소기업기본법에 포함되지 않는 기업
2. 중견기업 성장촉진 및 경쟁력 강화에 관한 특별법 시행령에 의거한 중견기업에 포함되지 않는 기업
3. 자산 10조원 이상으로 공정거래 위원회에서 지정한 상호출자제한기업집단
4. 금융 및 보험, 보험 서비스 업을 하며 중소기업기본법에 소속되지 않는 기업

국가별로 법률에는 차이가 있으므로, 대기업에 대해 전세계 공통으로 통용되는 명확한 정의는 없다. 전경련이 통계청의 '2013년 기업생멸행정통계'를 활용해 작성한 '우리나라 기업생태계 분석'에 따르면, 대한민국에는 4,375개(0.1%)의 대기업과 537만3천개(99.9%)의 중소기업이 있다.

## 재벌 그룹
재벌 그룹은 거대 자본을 가진 동족(同族)으로 이루어진 혈연적 기업체로 요약할 수 있다. 한국의 경우 범 삼성그룹(삼성그룹, CJ그룹, 신세계그룹, 한솔그룹)이나 범 현대그룹(현대자동차그룹, 현대중공업그룹, 현대백화점그룹) 같은 기업들을 뜻한다. S-OIL 등은 대기업이지만 재벌그룹은 아니다.

## 고용 세습
고용노동부는 2015년 노동조합이 있는 매출액 상위 30개 대기업 중 우선 채용 규정이 있는 사업장이 11곳(36.7%)에 달한다고 밝혔다. 조사 결과 고용세습 규정이 있는 기업은 GS칼텍스, SK이노베이션, 기아자동차, 현대중공업, 현대오일뱅크, LG화학, 한국지엠, 대우조선해양, SK하이닉스, 현대제철, LG유플러스 등 11곳으로 확인됐다.

## 대한민국의 대기업
2018년 공정거래위원회는 자산 총액 10조 원 이상인 32개 집단을 상호출자제한 기업집단, 자산총액 5조 원 이상인 60개 기업집단(소속회사:  2,083개)을 공시 대상기업집단으로 지정했다. 메리츠금융’(자산총액 6.9조 원), ‘넷마블’(5.7조 원), ‘유진’(5.3조 원), '모아건설(3.5조원)이 신규 지정됐다.

## 같이 보기
- 공기업
- 중소기업